# Saw III - L'enigma senza fine
Saw III - L'enigma senza fine (Saw III) è un film del 2006 diretto da Darren Lynn Bousman e costituisce il terzo capitolo della serie iniziata nel 2004 con Saw - L'enigmista e proseguito con Saw II - La soluzione dell'enigma.
Il film è stato dedicato a Gregg Hoffman (produttore di Saw  e Saw II), deceduto il 4 dicembre 2005, subito dopo l'annuncio ufficiale di Saw III.

## Trama
Immediatamente dopo la fine di Saw II - La soluzione dell'enigma. Il Det. Eric Matthews è incatenato nel bagno dove furono imprigionati Lawrence Gordon e Adam Faulkner e, dopo aver provato invano a tagliare la catena con una sega a mano e poi ad amputarsi il piede, riesce a liberarsi dalla catena fratturandosi il piede colpendolo ripetutamente con una tavoletta di pietra.
Sei mesi dopo. La Det. Allison Kerry, chiamata a indagare sui resti di un criminale di nome Troy rimasto vittima di Jigsaw, nota subito che, a differenza di tutte le precedenti, da questa trappola la vittima non si sarebbe potuta salvare (sul corpo dell'uomo erano agganciati degli anelli, a loro volta fissati alla stanza con delle catene, che avrebbe dovuto strapparsi prima dell'esplosione di una bomba ma, anche qualora ce l'avesse fatta, Troy non sarebbe sopravvissuto dato che la porta della stanza era bloccata). Tornata a casa, Kerry viene rapita e posta in una trappola composta da un congegno agganciato alla sua gabbia toracica la cui chiave è in un vaso pieno di acido; Kerry riesce a prendere la chiave ma, dato che essa non sblocca il congegno, la Det. Kerry muore dilaniata, non prima però di aver visto una donna che la osservava.
A fine turno, la Dr.ssa Lynn Denlon, affetta da depressione, viene rapita da una figura mascherata da maiale e condotta nel rifugio di John Kramer dove Amanda Young, apprendista di Jigsaw, pone sul suo collo un collare con delle cartucce di fucile collegato alla frequenza cardiaca di John in modo che lei si prodighi a tenerlo in vita finché Jeff Reinhart, arrabbiato per la morte tre anni fa del suo unico figlio maschio per colpa di un autista ubriaco a cui sono stati dati solo sei mesi di carcere, non abbia portato a termine le sue prove che consistono nel decidere se perdonare o vendicarsi.
Mentre Lynn opera John al cervello, Amanda, giunta sul luogo dell'operazione, rivive tutto ciò che ha fatto per lui (es.: rapire e uccidere Adam Faulkner, aiutare Daniel Matthews). Intanto Jeff, liberatosi dalla cassa di legno in cui è chiuso, trova, sul suo percorso, pezzi di una foto, una chiave e un biglietto che lo invita ad aprire una porta.
La prima prova di Jeff - legata al pezzo di foto che ritrae lui - lo porta in una cella frigorifera dove trova, nuda e incatenata a due tubi che le spruzzano addosso dell'acqua ghiacciata, Danica Scott, unica testimone dell'incidente ma che si rifiutò di testimoniare. Jeff, spaventato dal dolore che proverà per prendere la chiave che libererà sé stesso ma anche la donna, tentenna e così non fa in tempo a prenderla prima che la donna muoia congelata.
Nella sua seconda prova - legata al pezzo di foto che ritrae il figlio - Jeff si trova davanti il giudice Halden, che ha condannato l'assassino del figlio a soli 6 mesi di carcere: l'uomo è legato per il collo in fondo a un pozzo che viene man mano riempito dal sangue e dai pezzi di cadaveri di maiale gettati contro delle seghe; Jeff, nonostante debba dar fuoco ai giocattoli e alle foto del figlio, a cui era ossessivamente legato, prende la chiave e salva il giudice.
La terza prova nonché l'ultima - legata al pezzo di foto che ritrae la figlia - consiste nel decidere se salvare o meno da "La Ruota" Timothy Young, il responsabile dell'incidente avvenuto al figlio: se deciderà di perdonare il ragazzo, Jeff dovrà sfilare la chiave dal grilletto di un fucile, facendo attenzione a non essere colpito, cosa che Jeff fa; purtroppo però oltre al giudice, che viene ucciso accidentalmente dal colpo del fucile, anche il ragazzo muore.
Poco dopo, mentre Amanda spara a Lynn nonostante John le continui a dire che deve lasciarla andare perché ha passato la prova, Jeff irrompe nella stanza e, furioso perché Lynn si rivela essere sua moglie, uccide Amanda: si scopre dunque che la stessa Amanda, colpevole di aver creato trappole impossibili da superare, era sotto esame di Jigsaw. Rimasti soli, John comunica a Jeff di trovarsi davanti alla sua prova finale: perdonarlo per tutto il dolore che gli ha causato o no; Jeff, sebbene inizialmente sembri intenzionato a perdonare John, afferra una sega circolare e gli taglia la gola innescando così l'esplosione del collare al collo di Lynn - che muore - e una registrazione in cui John rivela a Jeff di aver rinchiuso sua figlia in una stanza con una riserva d'aria limitata.

## Colonna sonora
Alla colonna sonora del film hanno partecipato, tra gli altri, gli All That Remains e gli Slayer.
Il disco contenente tutti i brani inseriti nei film è uscito il 6 aprile 2007.
La musica della pellicola, come per tutti i film della serie, è stata composta dal musicista statunitense Charlie Clouser. I brani essenziali del film sono stati inseriti nella raccolta Saw Anthology: Vol.1 uscita il 24 novembre 2017.

### Tracce
1. All That Remains - This Calling
2. Static X - No Submission
3. Slayer - Eyes of the Insane
4. Lamb of God - Walk With Me In Hell
5. Helmet - Monochrome
6. Disturbed - Guarded
7. Blue October - Drilled A Wire Through My Cheek
8. Drowning Pool - No More
9. Avenged Sevenfold - Burn It Down
10. Eighteen Visions - Your Nightmare
11. Opiate For The Masses - Dead Underground
12. Bullet for My Valentine - Suffocating Under Words of Sorrow (What Can I Do)
13. Ministry - Fear Is Big Business
14. Mastodon - The Wolf Is Loose
15. Hydrovibe feat. Shawnee Smith - Killer Inside
16. Amorphis - House Of Sleep
17. Dimmu Borgir - Progenies Of The Great Apocalypse
18. Meshuggah - Shed
19. The Smashup - Effigy
20. Neurosonic - Are Solar
21. Soilwork - Stabbing The Drama

## Accoglienza

### Incassi
Il film ha incassato a livello mondiale 164874275 $.

### Critica
Sul sito Rotten Tomatoes detiene un 30% di gradimento basato su 87 recensioni professionali, con un voto medio di 4,2/10, mentre su Metacritic ha un punteggio di 48 su 100 basato sul parere di 16 critici.
Su IMDb ha raggiunto un punteggio di 6,2 su 10.

## Riconoscimenti
- MTV Movie & TV Awards
  - Candidatura per l'MTV Movie Award al miglior cattivo a Tobin Bell[6]